# بهشت (فیلم ۲۰۰۲)
بهشت (به انگلیسی: Heaven) نام فیلم درام و احساسی است به کارگردانی تام تیکور، محصول سال ۲۰۰۲ بازیگرانی چون کیت بلانشت و جووانی ریبیسی در این فیلم به ایفای نقش می‌پردازند.